# Nova Oselica
Nova Oselica este o localitate din comuna Gorenja vas - Poljane, Slovenia, cu o populație de 17 locuitori.